# Procès des Vestales

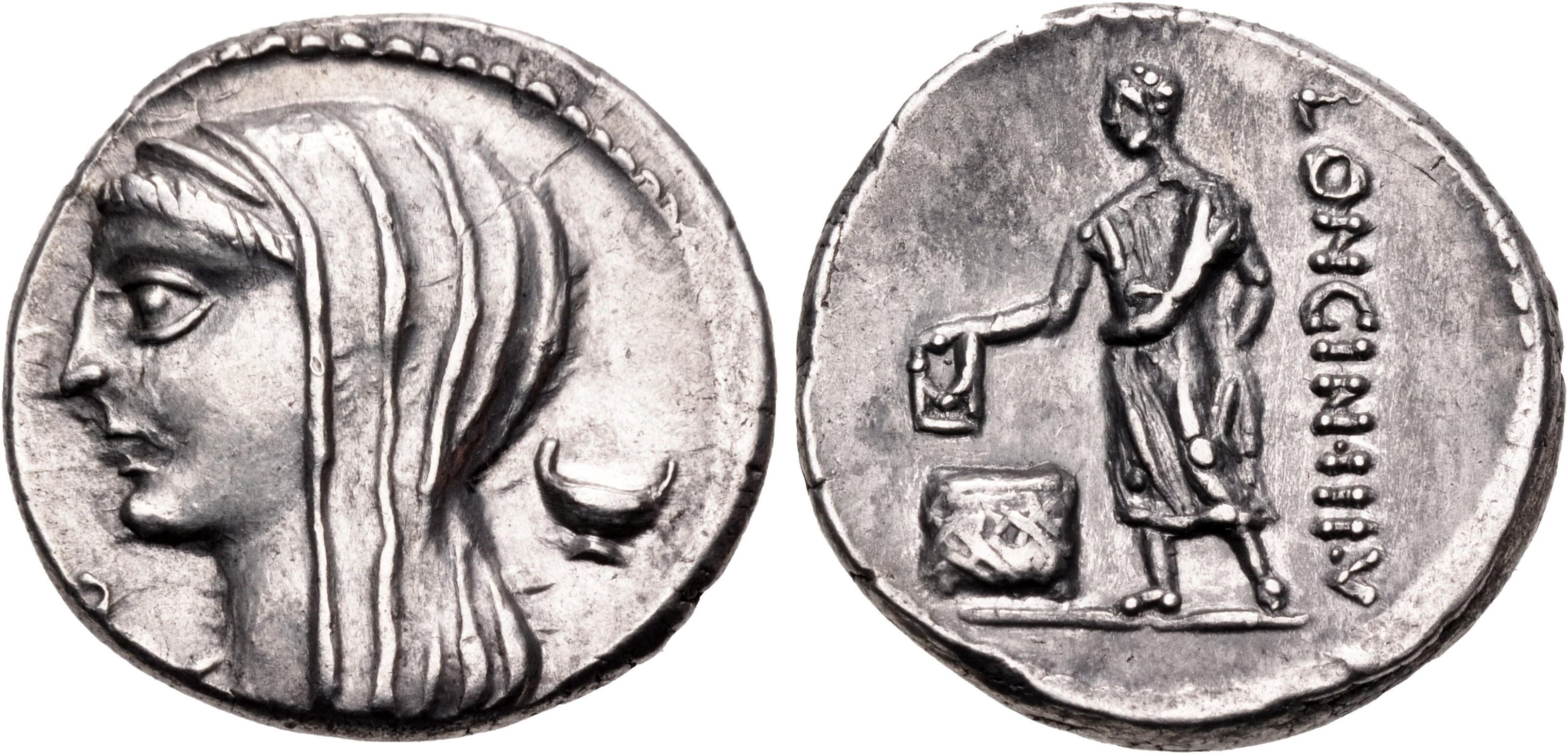
Denier de Lucius Cassius Longinus, 63 av. J.-C. L'avers représente Vesta. Au revers, un électeur dépose un bulletin de vote inscrit V, pour uti rogas (« comme vous le proposez »). Vesta et l'électeur sont des allusions à l'élection de Longinus Ravilla comme procureur dans l'affaire des Vestales de 113 av. J.-C..

Aemilia, Licinia et Marcia sont des Vestales romaines, poursuivies pour avoir rompu le vœu de chasteté lors de deux procès entre 115 et 113 av. J.-C.. Le premier procès a été mené par le Pontifex maximus Lucius Caecilius Metellus Delmaticus, qui a condamné à mort Aemilia en 114 av. J.-C. La décision d'épargner les deux autres vestales déclenche l'indignation et un tribunal spécial dirigé par Cassius Longinus Ravilla est créé l'année suivante pour relancer les investigations. Par la suite, Licinia et Marcia ont également été mises à mort. Les procès ont été influencés par le contexte politique et le réseau des participants.

## Personnages
Aemilia était membre de la gens patricienne Aemilia et Licinia de la gens plébéienne Licinia et fille de Gaius Licinius Crassus. En 123 av. J.-C., sa dédicace d'autel fut annulée par les pontifes car elle avait été faite sans l'approbation du peuple. Marcia était membre de la gens plébéienne Marcia et probablement la fille de Quintus Marcius Rex, préteur en 144 av. J.-C.

## Investigations
En 115 av. J.-C., les vestales Aemilia, Marcia et Licinia furent jugées, accusées d'avoir rompu leur vœu de chasteté. Apparemment, Aemilia séduite par Lucius Veturius s'est arrangée pour que Marcia et Licinia aient des relations sexuelles avec des amis masculins de son amant. Aemilia et Licinia avaient plusieurs amants, tandis que Marcia avait une relation monogame avec son amant.
Les trois vestales sont poursuivies après avoir été dénoncées aux autorités par leur esclave Manius, qui les a aidées dans leurs affaires en échange de son affranchissement, mais elles n'ont pas tenu parole. Selon Manius, les affaires des vestales sont tolérées au sein de l'aristocratie romaine. Le procès provoque un grand scandale dans la Rome antique. Au procès, Aemilia est jugée coupable et condamnée à mort par le Pontife Maximus Lucius Caecilius Metellus Delmaticus tandis que Licinia et Marcia sont acquittées des charges.

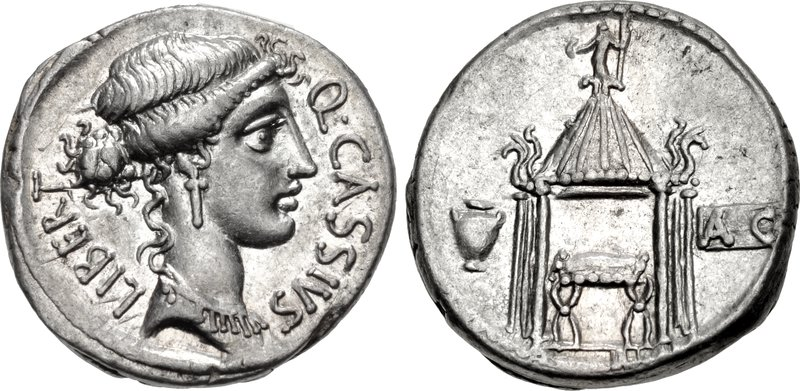
Denier de Quintus Cassius Longinus, 55 av. J.-C. Libertas est représenté sur l'avers. Le revers est une représentation du temple de Vesta, où Longinus Ravilla a tenu le procès en 113 av. J.-C. Sur la gauche se trouve une urne de vote, et un bulletin de vote (tabella) est sur la droite. Il est inscrit AC pour Absolvo Condemno (« acquitté » ou « condamné »), une référence au procès.

L'acquittement de Marcia et Licinia crée l'indignation publique à Rome en raison du témoignage de Manius selon lequel les crimes sexuels des vestales est un secret de polichinelle car tolérés parmi l'aristocratie, et le public a interprété le résultat comme un cas de corruption de l'élite. L'affaire contre Licinia et Marcia a donc été rouverte l'année suivante par le tribun Sextus Peducaeus, qui a pris la décision de transférer l'affaire à Lucius Cassius Longinus Ravilla, connu pour sa sévérité. Les deux Vestales (ou du moins Licinia) sont défendues par l'orateur Lucius Licinius Crassus.
Le deuxième procès s'est terminé par un verdict de culpabilité pour Licinia et Marcia et condamnées à être exécutées par enterrement vivant. Au cours du procès, plusieurs hommes ont été mis en cause comme amants présumés des vestales et poursuivis, impliquant plusieurs personnalités. Le processus a été interprété comme politique. Parmi ces hommes impliqués figure l'orateur Marcus Antonius, qui est cependant acquitté. Quatre hommes sont jugés coupables d'avoir été les amants des vestales et condamnés à être enterrés vivants au Forum Boarium.
Après le procès, des rituels ont été menés pour nettoyer le feu sacré de Vesta de la pollution qui l'aurait souillé à cause des crimes.